# Erromyzon
Erromyzon är ett släkte i familjen grönlingsfiskar (Balitoridae). Släktet omfattar tre arter som lever endemiskt i Kina,  med undantag av Erromyzon compactus, som endast förekommer i Vietnam.

## Lista över arter
- Erromyzon compactus Kottelat, 2004
- Erromyzon sinensis (Chen, 1980)
- Erromyzon yangi Neely, Conway & Mayden, 2007